# László Kálmán
László Kálmán (ur. 24 listopada 1957 w Budapeszcie, zm. 10 października 2021) – węgierski językoznawca, profesor lingwistyki teoretycznej. 

## Życiorys
Jego obszar zainteresowań naukowych obejmował teorię gramatyki, semantykę formalną oraz modele obliczeniowe języka naturalnego.
Był zatrudniony w Instytucie Lingwistyki Węgierskiej Akademii Nauk, z którym związał większość swojej kariery naukowej.
Kształcił się na Uniwersytecie Loránda Eötvösa w Budapeszcie. W 1981 r. uzyskał dyplom z zakresu filologii hiszpańskiej, a w 1983 r. został doktorem filozofii. W 1990 r. został kandydatem językoznawstwa.
Władał szeregiem języków: węgierskim, angielskim, francuskim, hiszpańskim, niderlandzkim, niemieckim oraz rosyjskim.

## Twórczość
- Hárompercesek a nyelvről (współautorstwo, 1999)
- Dinamikus szemantika (współautorstwo, 2001)
- Konstrukciós nyelvtan (2001)
- Lexikalista elméletek a nyelvészetben (współautorstwo, 2002)
- Bevezetés a nyelvtudományba. nytud.hu. [zarchiwizowane z tego adresu (2011-06-06)]. (współautorstwo, 2005)
- Magyar nyelv (red., 2006)
- Bevezetés a nyelvtudományba (współautorstwo, 2007)